# 37 Фидес
37 Фидес (лат. 37 Fides) је астероид главног астероидног појаса. Приближан пречник астероида је 108,35 km,
а средња удаљеност астероида од Сунца износи 2,644 астрономских јединица (АЈ).
Инклинација (нагиб) орбите у односу на раван еклиптике је 3,073 степени, а орбитални период износи 1570,968 дана (4,301 године). Ексцентрицитет орбите астероида износи 0,174.
Апсолутна магнитуда астероида износи 7,29 а геометријски албедо 0,182.
Астероид је откривен 5. октобра 1855. године.